# Sydney International
Sydney International är en tennisturnering som spelas i Sydney, Australien. Turneringen är en del av kategorin 250 Series på ATP-touren och en del av WTA 500 på WTA-touren. 
Den är den femte äldsta tennistävlingen i världen, startad 1885. Den spelas utomhus på hardcourt i NSW Tennis Centre som byggdes inför Olympiska sommarspelen 2000. 

## Mästare
| År        | Singel herrar         | Singel damer            |
| --------- | --------------------- | ----------------------- |
| 1935      | Adrian Quist          | Thelma Coyne            |
| 1936      | Jack Crawford         | Nancye Wynne            |
| 1937      | John Bromwich         | Nancye Wynne            |
| 1938      | John Bromwich         | Thelma Coyne            |
| 1939      | John Bromwich         | Nancye Wynne            |
| 1940      | John Bromwich         | Thelma Coyne            |
| 1941      | Ingen tävling         | Ingen tävling           |
| 1942      | Ingen tävling         | Ingen tävling           |
| 1943      | Ingen tävling         | Ingen tävling           |
| 1944      | Ingen tävling         | Ingen tävling           |
| 1945      | Dinny Pails           | Nancye Bolton           |
| 1946      | John Bromwich         | Nancye Bolton           |
| 1947      | Adrian Quist          | Nancye Bolton           |
| 1948      | John Bromwich         | Darlene Hard            |
| 1949      | John Bromwich         | J.Finch                 |
| 1950      | Art Larsen            | Nancye Bolton           |
| 1951      | Vic Seixas            | Thelma Long             |
| 1952      | Frank Sedgman         | Maureen Connolly        |
| 1953      | Lew Hoad              | Thelma Long             |
| 1954      | Rex Hartwig           | Beryl Penrose           |
| 1955      | Lew Hoad              | Mary Hawton             |
| 1956      | Ken Rosewall          | Althea Gibson           |
| 1957      | Ashley Cooper         | Lorraine Coghlan        |
| 1958      | Ashley Cooper         | Renee Schuurman         |
| 1959      | Neale Fraser          | J.Lehanne               |
| 1960      | Neale Fraser          | J.Lehanne               |
| 1961      | Rod Laver             | Margaret Smith          |
| 1962      | Neale Fraser          | Margaret Smith          |
| 1963      | Dennis Ralston        | Margaret Smith          |
| 1964      | Fred Stolle           | Margaret Smith          |
| 1965      | John Newcombe         | Margaret Smith          |
| 1966      | Fred Stolle           | Lesley Turner           |
| 1967      | Tony Roche            | Judy Tegart             |
| 1968      | Ingen tävling         | Ingen tävling           |
| 1969      | Tony Roche            | Margaret Court          |
| 1970      | Arthur Ashe           | Margaret Court          |
| 1971      | Phil Dent             | Margaret Court          |
| 1972      | Alex Metreveli        | Evonne Goolagong Cawley |
| 1973      | Malcolm Anderson      | Margaret Court          |
| 1974 Jan  | Geoff Masters         | Karen Krantzcke         |
| 1974 Dec  | Tony Roche            | Evonne Goolagong Cawley |
| 1975      | Ross Case             | Evonne Goolagong Cawley |
| 1976      | Tony Roche            | Kerry Reid              |
| 1977      | Roscoe Tanner         | Evonne Goolagong Cawley |
| 1978      | Tim Wilkison          | Dianne Fromholtz        |
| 1979      | Phil Dent             | Hana Mandlíková         |
| 1980      | Fritz Buehning        | Wendy Turnbull          |
| 1981      | Tom Wilkinson         | Chris Evert-Lloyd       |
| 1982      | John Alexander        | Martina Navrátilová     |
| 1983      | Joakim Nyström        | Jo Durie                |
| 1984      | John Fitzgerald       | Martina Navrátilová     |
| 1985      | Henri Leconte         | Martina Navrátilová     |
| 1986      | Ingen tävling         | Ingen tävling           |
| 1987      | Miloslav Mečíř        | Zina Garrison           |
| 1988      | John Fitzgerald       | Pam Shriver             |
| 1989      | Aaron Krickstein      | Martina Navrátilová     |
| 1990      | Yannick Noah          | Natasha Zvereva         |
| 1991      | Guy Forget            | Jana Novotná            |
| 1992      | Emilio Sánchez        | Gabriela Sabatini       |
| 1993      | Pete Sampras          | Jennifer Capriati       |
| 1994      | Pete Sampras          | Kimiko Date             |
| 1995      | Patrick McEnroe       | Gabriela Sabatini       |
| 1996      | Todd Martin           | Monica Seles            |
| 1997      | Tim Henman            | Martina Hingis          |
| 1998      | Karol Kučera          | Arantxa Sánchez Vicario |
| 1999      | Todd Martin           | Lindsay Davenport       |
| 2000      | Lleyton Hewitt        | Amélie Mauresmo         |
| 2001      | Lleyton Hewitt        | Martina Hingis          |
| 2002      | Roger Federer         | Martina Hingis          |
| 2003      | Hyung-Taik Lee        | Kim Clijsters           |
| 2004      | Lleyton Hewitt        | Justine Henin           |
| 2005      | Lleyton Hewitt        | Alicia Molik            |
| 2006      | James Blake           | Justine Henin           |
| 2007      | James Blake           | Kim Clijsters           |
| 2008      | Dmitrij Tursunov      | Justine Henin           |
| 2009      | David Nalbandian      | Jelena Dementieva       |
| 2010      | Marcos Baghdatis      | Jelena Dementieva       |
| 2011      | Gilles Simon          | Li Na                   |
| 2012      | Jarkko Nieminen       | Victoria Azarenka       |
| 2013      | Bernard Tomic         | Agnieszka Radwańska     |
| 2014      | Juan Martín del Potro | Tsvetana Pironkova      |
| 2015      | Viktor Troicki        | Petra Kvitová           |
| 2016      | Viktor Troicki        | Svetlana Kuznetsova     |
| 2017      | Gilles Müller         | Johanna Konta           |
| 2018      | Daniil Medvedev       | Angelique Kerber        |
| 2019      | Alex de Minaur        | Petra Kvitová           |
| 2020–2021 | Hölls inte            | Hölls inte              |
| 2022      | Aslan Karatsev        | Paula Badosa            |